# Theodore W. Jennings
Theodore W. Jennings (* 24. Oktober 1942 in Gainesville, Florida; † 25. März 2020) war ein US-amerikanischer methodistischer Theologe.
Nach dem Studien der Theologie erhielt Jennings 1964  den B.D. an der Duke University und 1967 den Ph.D. an der Emory University. Jennings unterrichtete drei Jahre lang am Methodistischen Seminar in Mexiko-Stadt. Er war ordinierter methodistischer Pastor. Jennings war als Professor of Biblical and Constructive Theology am Chicago Theological Seminary der United Church of Christ tätig. Er schrieb in seinen Büchern über den methodistischen und wesleyanischen Glauben und über LGBT-Rechte.

## Schriften
- An Ethic of Queer Sex: Principles and Improvisations. Exploration Press, Chicago, Illinois 2013, ISBN 978-0-913552-72-8.
- Plato or Paul? The Origins of Western Homophobia. Pilgrim Press, Cleveland 2009, ISBN 0-8298-1855-3.
- Jacob’s Wound: Homoerotic Narrative in the Literature of Ancient Israel. Continuum, New York 2005, ISBN 0-8264-1712-4.
- Reading Derrida, Thinking Paul: On Justice. Stanford University Press, Stanford 2005, ISBN 0-8047-5267-2.
- The Insurrection of the Crucified: The ‘Gospel of Mark’ as Theological Manifesto. Exploration Press, Chicago 2003, ISBN 0-913552-65-8.
- The Man Jesus Loved: Homoerotic Narratives from the New Testament. Pilgrim Press, Cleveland 2003, ISBN 0-8298-1535-X.
- Santidad bìblica. Seminario Metodista de Mexico, 2002.
- Loyalty to God: The Apostles Creed in Life and Liturgy. Abingdon Press, Nashville 1992, ISBN 0-687-22821-2.
- Good News to the Poor: John Wesley’s Evangelical Economics. Abingdon Press, Nashville 1990, ISBN 0-687-15528-2.
- Beyond Theism: A Grammar of God-Language. Oxford University Press, New York 1985, ISBN 0-19-503613-1.
- Introduction to Theology: an Invitation to Reflection on the Christian Mythos. SPCK. London 1977, ISBN 0281029857.